# Deori (Bilaspur)
Deori è una suddivisione dell'India, classificata come census town, di 11.636 abitanti, situata nel distretto di Bilaspur, nello stato federato del Chhattisgarh. In base al numero di abitanti la città rientra nella classe IV (da 10.000 a 19.999 persone).

## Geografia fisica
La città è situata a 21° 26' 60 N e 82° 37' 0 E e ha un'altitudine di 246 m s.l.m..

## Società

### Evoluzione demografica
Al censimento del 2001 la popolazione di Deori assommava a 11.636 persone, delle quali 6.036 maschi e 5.600 femmine. I bambini di età inferiore o uguale ai sei anni assommavano a 1.853, dei quali 940 maschi e 913 femmine. Infine, coloro che erano in grado di saper almeno leggere e scrivere erano 7.244, dei quali 4.332 maschi e 2.912 femmine.